# 河村延樹
河村 延樹（かわむら のぶき、1960年6月 – ）は、日本の防衛官僚。

## 人物
愛知県出身。神奈川県立湘南高等学校を経て、慶應義塾大学法学部卒業。1984年防衛庁入庁。
局の筆頭課長であった防衛政策課長時代の2007年、守屋武昌前防衛事務次官から1997年に投資目的で4500万円の資金を預かった問題により課長職を更迭された。守屋武昌の側近で山田洋行事件の際には守屋4人組として名が挙がった。

## 略歴
- 1984年　防衛庁入庁　防衛局調査2課
- 自治大臣官房地域政策課地域第二係長
- 1989年4月 人事局人事第一課部員[3]
- 1991年  外務省
- 防衛局防衛政策課政策第2班部員
- 防衛局防衛政策課政策第2班長
- 防衛局計画課部員
- 1998年　長官官房企画官
- 2001年　運用局運用課長
- 2003年　長官官房情報通信課長
- 2005年　防衛局計画課長
- 2007年　防衛政策局防衛政策課長
- 2007年　大臣官房付
- 2008年　東北防衛局総務部長
- 2010年　防衛医科大学校総務部長
- 2011年　経済産業省大臣官房審議官（基準認証担当）（地域経済産業政策担当）
- 2014年　装備施設本部副本部長（航空機担当）
- 2015年　防衛医科大学校副校長（管理担当）
- 2020年8月　退官
- 2020年12月 住友生命保険相互会社顧問